# Fachanwalt für Handels- und Gesellschaftsrecht
Der Fachanwalt für Handels- und Gesellschaftsrecht wurde von der 5. Satzungsversammlung der Bundesrechtsanwaltskammer (BRAK) am 7. November 2005 mit Wirkung zum 1. Juli 2006 eingeführt. Rechtsanwälte können diesen Titel erwerben, wenn sie entsprechende fachliche Kenntnisse nach § 14i der Fachanwaltsordnung  (üblicherweise durch erfolgreiches Bestehen eines sog. Fachanwalts-Lehrgangs) und eine nach § 5 Abs. 1 lit. p FAO vorgegebene Mindestanzahl von tatsächlich bearbeiteten Fällen (80 Fälle innerhalb von drei Jahren) nachweisen können. Im Rahmen der sogenannte Fallliste sind verschiedene Bereiche abzudecken, um eine praktische Erfahrung auf einer breiten Basis sicherzustellen.
Nach § 14 i der Fachanwaltsordnung (FAO) sind besondere Kenntnisse im Handels- und Gesellschaftsrecht in folgenden Bereichen nachzuweisen:
- 1. Materielles Handelsrecht
  - a) Recht des Handelsstandes (§§ 1–104 HGB),
  - b) Recht der Handelsgeschäfte (§§ 343–406 HGB)
  - c) internationales Kaufrecht, insbesondere UN-Kaufrecht.
- 2. Materielles Gesellschaftsrecht, insbesondere
  - a) das Recht der Personengesellschaften,
  - b) das Recht der Kapitalgesellschaften,
  - c) internationales Gesellschaftsrecht, insbesondere Grundzüge des europäischen Gesellschaftsrechts sowie der europäischen Aktiengesellschaft,
  - d) Konzernrecht, insbesondere das Recht der verbundenen Unternehmen,
  - e) Umwandlungsrecht,
  - f) Grundzüge des Bilanz- und Steuerrechts,
  - g) Grundzüge des Dienstvertrags- und Mitbestimmungsrechts.
- 3. Bezüge des Handels- und Gesellschaftsrechts zum Arbeitsrecht, Kartellrecht, Handwerks- und Gewerberecht, Erb- und Familienrecht sowie zum Insolvenz- und Strafrecht sowie Bezüge des Rechts der Aktiengesellschaften zum Wertpapiererwerbs- und Übernahmerecht.
- 4. Besonderheiten der Verfahrens- und Prozessführung.

Der Erlaubnis zur Führung der Fachanwaltsbezeichnung durch den Vorstand der jeweiligen Rechtsanwaltskammer ist eine Prüfung durch eine Fachausschuss vorgeschaltet. Dieser prüft den Antrag und empfiehlt dem Vorstand in Form eines Votums eine Entscheidung. Viele Fachausschüsse geben zur Vorbereitung des Antrages Merkblätter und Musterfalllisten heraus, so z. B. die Rechtsanwaltskammer Frankfurt am Main: Merkblatt und Musterfallliste. Da die Fachanwaltsordnung in vielen Bereichen interpretiert werden muss, empfiehlt sich das Studium solcher Merkblätter und die Verwendung der Musterfalllisten der jeweiligen Rechtsanwaltskammer, um das Antragsverfahren zu beschleunigen.

## Statistik
Zum 1. Januar 2024 sind 2.148 Fachanwälte für Handels- und Gesellschaftsrecht in Deutschland zugelassen.